# Hadad
Hadad ili Adad je bio bog Semita, štovan kao bog kiše i neba. Često je zvan Baal ("gospodin"). Smatralo se da je jednak Tešubu, Zeusu i Jupiteru.
Mitovi pokazuju Hadadov odnos s drugim bogovima. On je sin Ela, vrhovnog boga, brat Mota, Smrti i Jama, Mora. Njegova odsutnost rezultira sušom i glađu. Budući da je gospodar kiša, milostiv je bog koji se može zazvati. Njegova je palača od zlata i cedra.
Aramejski kralj Hadadezer bio je nazvan po ovome bogu – "Hadad je pomoć". Naslov koji su nosili kraljevi – Ben-Hadad – znači "Hadadov sin".